# Historique du parcours européen de Manchester City
Le parcours européen du Manchester City Football Club est l'histoire des participations du Manchester City Football Club aux différentes Coupes d'Europe. Manchester City a participé à des compétitions organisées par l'UEFA à plusieurs occasions. Le club a représenté l'Angleterre en Ligue des champions à dix occasions, en Ligue Europa sept fois et en Coupe des vainqueurs de coupe deux fois. Manchester City est l'une des douze équipes basées en Angleterre à avoir gagné un trophée européen, en l'occurrence la Coupe des vainqueurs de coupe 1969-1970.
City se qualifie à sa première compétition européenne après avoir gagné le championnat d'Angleterre en 1968. La première participation du club est courte puisque le club est éliminé par Fenerbahçe dès le premier tour. La saison suivante, le club se qualifie pour la Coupe des vainqueurs de coupe et réalise un parcours bien plus satisfaisant; Manchester City remporte la compétition, battant le club polonais Górnik Zabrze sur le score de 2 buts à 1 au Stade Ernst-Happel, à Vienne. City atteint les demi-finales de la même compétition l'année suivante et continue de jouer régulièrement en coupes européennes durant les années 1970. Le club subit ensuite une période de déclin et ne participe plus aux tournois européens jusqu'en 2003, un trou de 24 ans. Depuis le rachat du club en 2008 par de riches investisseurs émiratis, le club se qualifie régulièrement pour la Ligue des champions. Durant la saison 2013-2014, le club atteint pour la première fois les huitièmes de finale de la Ligue des champions avant d'être éliminé par le FC Barcelone.
Manchester City a gagné la Ligue des champions 2022-2023 en battant FC Internazionale Milano en final sur le score de 1-0 avec un but de Rodri.

## Histoire

### Débuts européens

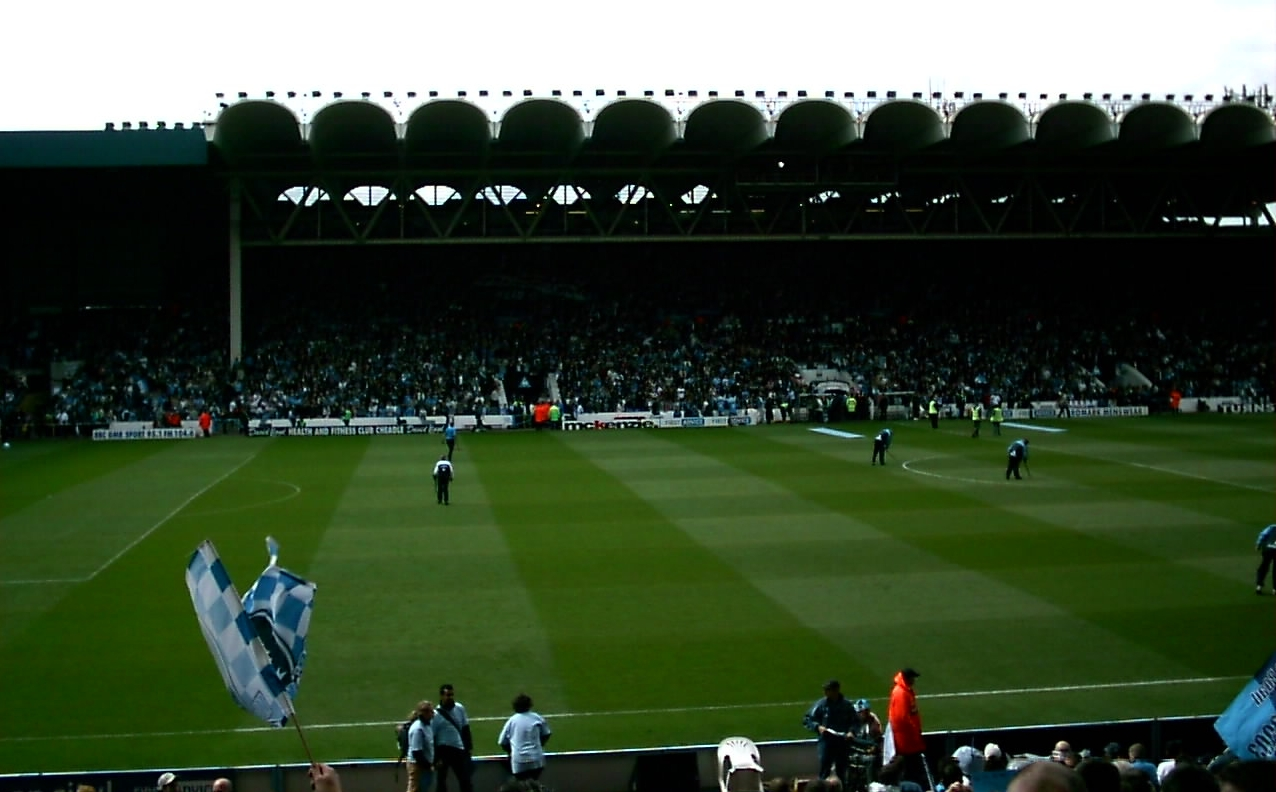
Manchester City joue son premier match européen à Maine Road (ici en 2003).

À la création des Coupes d'Europe, au milieu des années 1950, la Fédération anglaise de football (FA) refuse que les clubs anglais participent à la Coupe des clubs champions européens. Après avoir observé la réussite de la compétition, la FA permet à Birmingham City et à une sélection de Londres de participer à la Coupe des villes de foires en 1955. Manchester United devient l'année suivante le premier club anglais à jouer en Coupe des clubs champions européens (C1). Leeds United devient la première équipe britannique à remporter une compétition internationale de football en remportant la Coupe des villes de foires en 1968. Les résultats sportifs de Manchester City ne lui permettent pas de se qualifier pour les premières éditions des compétitions européennes. En février 1958, huit joueurs du voisin Manchester United perdent la vie lors du Crash aérien de Munich, et l'UEFA demande à Manchester City de prendre la place des Red Devils en Coupe des clubs champions européens, idée que le club rejette sans hésiter.
La première participation de Manchester City dans un tournoi européen date de la saison 1968-1969, le club se qualifiant pour la coupe des clubs champions 1968-1969 après avoir remporté la première division anglaise 1967-1968. L'entraîneur de l'époque, Malcolm Allison, a fait un bon nombre de prédictions sur la manière dont le club allait réussir en Europe, déclarant que City allait "terrifier l'Europe", et que City allait "attaquer les autres clubs comme ils n'ont plus été attaqué depuis l'époque de l'ancien Real Madrid",. Le premier adversaire européen de City est le club turc Fenerbahçe. Le staff de City n'a pas jugé utile de faire un rapport sur Fenerbahçe avant le match, préférant se baser sur les conseils de Oscar Hold, un manager anglais qui a entraîné Fenerbahçe entre 1965 et 1967. Lors du premier tour, à Maine Road, malgré ce que le journaliste du Guardian Albert Barham a appelé une "domination territoriale accablante", Manchester City se retrouve face à une équipe de Fenerbahçe qui réalise une bonne prestation défensive, notamment grâce à son gardien Yavuz Şimşek (en), et le match se termine ainsi sur le score de 0 à 0. Le match retour à Istanbul s'est joué face à une foule de supporters record. Le joueur de City Tony Coleman (en) marque le premier but du match mais le club anglais concède deux buts en seconde période et se fait éliminer.
Manchester City gagne la FA Cup 1969 et se qualifie pour la Coupe des vainqueurs de coupe 1969-1970. Le premier tour se joue face à l'Athletic Bilbao, club de la région espagnole du Pays basque. Bilbao était alors entraîné par un anglais, Ronnie Allen. Lors du match aller, à Bilbao, City revient d'un écart de deux buts afin de terminer le match sur le score de 3 à 3. Le match retour se termine sur une lourde défaite 3 à 0 infligée au club basque et envoie ainsi City au deuxième tour. Un compte rendu d'après-match laisse entendre qu'une rixe entre l'entraîneur de City Mike Doyle et le joueur espagnol José Ramón Betzuen a éclaté durant la mi-temps. L'arbitre parle aux deux entraîneurs mais n'inflige aucune sanction.

## Parcours par saison

### Années 1960

#### 1968-1969
Coupe des clubs champions :
|   | Tour               | Club            | Aller | Total | Retour | Club       |   |
| - | ------------------ | --------------- | ----- | ----- | ------ | ---------- | - |
| 1 | Seizième de finale | Manchester City | 0-0   | 1-2   | 1-2    | Fenerbahçe | 2 |

#### 1969-1970
Coupe d'Europe des vainqueurs de coupes :
|    | Tour               | Club                 | Aller | Total | Retour | Club            |    |
| -- | ------------------ | -------------------- | ----- | ----- | ------ | --------------- | -- |
| 3  | Seizième de finale | Athletic Bilbao      | 3-3   | 3-6   | 0-3    | Manchester City | 4  |
| 5  | Huitième de finale | Lierse SK            | 0-3   | 0-8   | 0-5    | Manchester City | 6  |
| 7  | Quart de finale    | Académica de Coimbra | 0-0   | 0-1   | 0-1    | Manchester City | 8  |
| 9  | Demi-finale        | Schalke 04           | 1-0   | 2-5   | 1-5    | Manchester City | 10 |
| 11 | Finale             | Manchester City      |       | 2-1   |        | Górnik Zabrze   |    |

### Années 1970

#### 1970-1971
Coupe d'Europe des vainqueurs de coupes :
|    | Tour               | Club               | Aller | Total | Retour | Club            |    |
| -- | ------------------ | ------------------ | ----- | ----- | ------ | --------------- | -- |
| 12 | Seizième de finale | Manchester City    | 1-0   | 2E-2  | 1-2    | Linfield FC     | 13 |
| 14 | Huitième de finale | Budapest Honvéd FC | 0-1   | 0-3   | 0-2    | Manchester City | 15 |
| 16 | Quart de finale    | Manchester City    | 2-0   | 5*-3  | 0-2    | Górnik Zabrze   | 17 |
| 18 | Demi-finale        | Chelsea            | 1-0   | 2-0   | 1-0    | Manchester City | 19 |

- Manchester City s'est qualifié grâce à une victoire 3-1 lors d'un match d'appui.

#### 1972-1973
Coupe UEFA :
|    | Tour                      | Club            | Aller | Total | Retour | Club       |    |
| -- | ------------------------- | --------------- | ----- | ----- | ------ | ---------- | -- |
| 20 | Trente-deuxième de finale | Manchester City | 2-2   | 3-4   | 1-2    | Valence CF | 21 |

#### 1976-1977
Coupe UEFA :
|    | Tour                      | Club            | Aller | Total | Retour | Club     |    |
| -- | ------------------------- | --------------- | ----- | ----- | ------ | -------- | -- |
| 22 | Trente-deuxième de finale | Manchester City | 1-0   | 1-2   | 0-2    | Juventus | 23 |

#### 1977-1978
Coupe UEFA :
|    | Tour                      | Club            | Aller | Total | Retour | Club        |    |
| -- | ------------------------- | --------------- | ----- | ----- | ------ | ----------- | -- |
| 24 | Trente-deuxième de finale | Manchester City | 2-2   | 2-2E  | 0-0    | Widzew Łódź | 25 |

#### 1978-1979
Coupe UEFA :
|    | Tour                      | Club            | Aller | Total | Retour | Club                     |    |
| -- | ------------------------- | --------------- | ----- | ----- | ------ | ------------------------ | -- |
| 26 | Trente-deuxième de finale | FC Twente       | 1-1   | 3-4   | 2-3    | Manchester City          | 27 |
| 28 | Seizième de finale        | Manchester City | 4-0   | 4-2   | 0-2    | Standard de Liège        | 29 |
| 30 | Huitième de finale        | Milan AC        | 2-2   | 2-5   | 0-3    | Manchester City          | 31 |
| 32 | Quart de finale           | Manchester City | 1-1   | 2-4   | 1-3    | Borussia Mönchengladbach | 33 |

### Années 2000

#### 2003-2004
Coupe UEFA :
|    | Tour              | Club            | Aller | Total | Retour | Club               |    |
| -- | ----------------- | --------------- | ----- | ----- | ------ | ------------------ | -- |
| 34 | Tour préliminaire | Manchester City | 5-0   | 7-0   | 2-0    | TNS Llansantffraid | 35 |
| 36 | Premier tour      | Manchester City | 4-2   | 4-2   | 1-0    | KSC Lokeren        | 37 |
| 38 | Deuxième tour     | Manchester City | 1-1   | 1-1E  | 0-0    | Dyskobolia         | 39 |

#### 2008-2009
Coupe UEFA :
|    | Tour                           | Club             | Aller | Total        | Retour | Club            |    |
| -- | ------------------------------ | ---------------- | ----- | ------------ | ------ | --------------- | -- |
| 40 | Premier tour préliminaire      | EB/Streymur      | 0-2   | 0-4          | 0-2    | Manchester City | 41 |
| 42 | Deuxième tour préliminaire     | Manchester City  | 1-0   | 1-1 (4-2tab) | 0-1    | FC Midtjylland  | 43 |
| 44 | Premier tour                   | Omonia Nicosie   | 1-2   | 2-4          | 1-2    | Manchester City | 45 |
| 46 | Phase de poules, groupe A : J2 | Manchester City  | 3-2   |              |        | FC Twente       |    |
| 47 | Phase de poules, groupe A : J3 | Schalke 04       | 0-2   |              |        | Manchester City |    |
| 48 | Phase de poules, groupe A : J4 | Manchester City  | 0-0   |              |        | Paris SG        |    |
| 49 | Phase de poules, groupe A : J5 | Racing Santander | 3-1   |              |        | Manchester City |    |
| 50 | Seizième de finale             | FC Copenhague    | 2-2   | 3-4          | 1-2    | Manchester City | 51 |
| 52 | Huitième de finale             | Manchester City  | 2-0   | 2-2 (4-3tab) | 0-2    | AaB Ålborg      | 53 |
| 54 | Quart de finale                | Hambourg SV      | 3-1   | 4-3          | 1-2    | Manchester City | 55 |

### Années 2010

#### 2010-2011

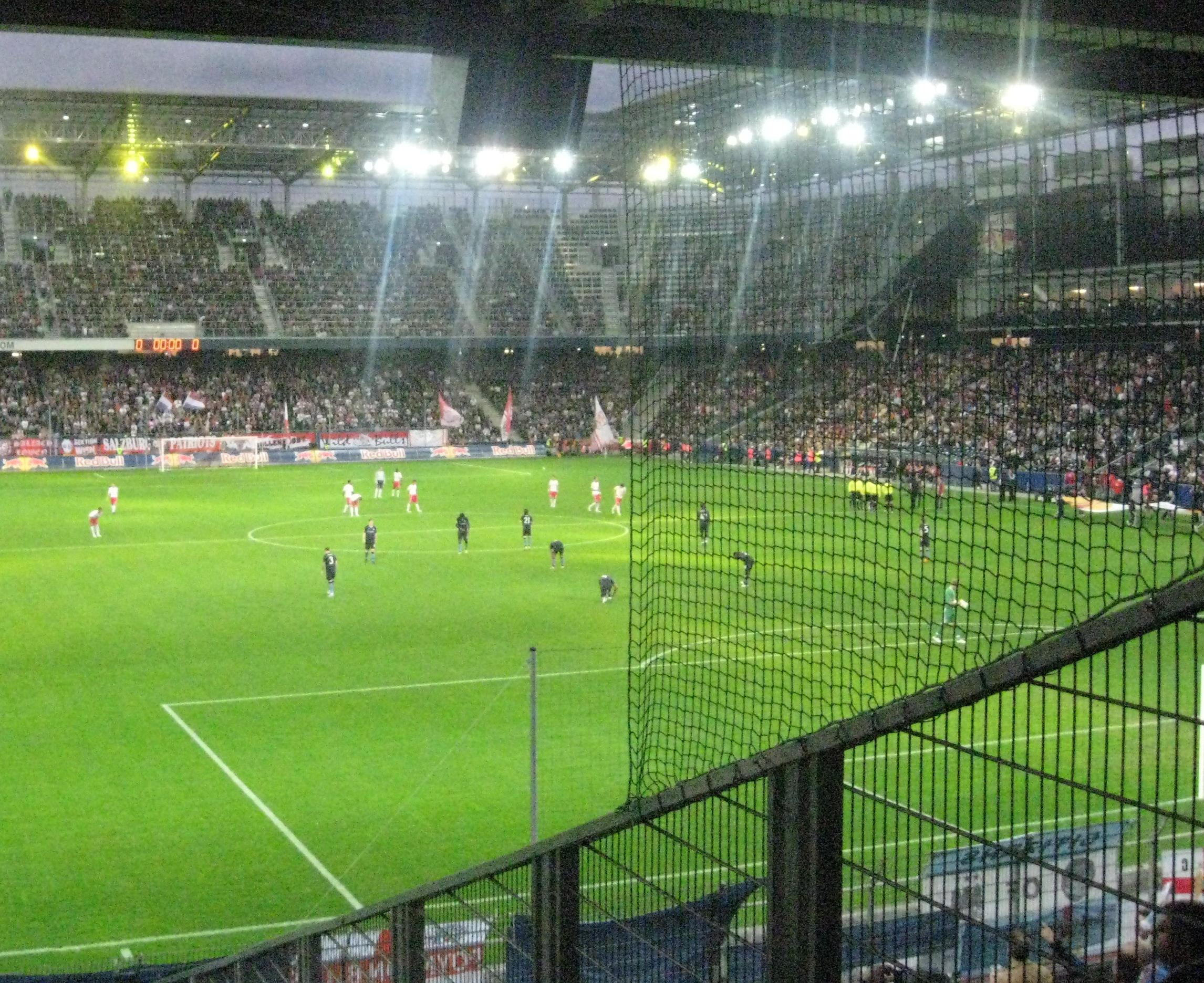
Manchester City contre le Red Bull Salzbourg en Ligue Europa.

Ligue Europa :
|    | Tour                              | Club               | Aller | Total | Retour | Club            |    |
| -- | --------------------------------- | ------------------ | ----- | ----- | ------ | --------------- | -- |
| 56 | Barrages                          | Timişoara          | 0-1   | 0-3   | 0-2    | Manchester City | 57 |
| 58 | Phase de poules, groupe A : J1/J5 | Red Bull Salzbourg | 0-2   |       | 0-3    | Manchester City | 62 |
| 59 | Phase de poules, groupe A : J2/J6 | Manchester City    | 1-1   |       | 1-1    | Juventus        | 63 |
| 60 | Phase de poules, groupe A : J3/J4 | Manchester City    | 3-1   |       | 1-3    | Lech Poznań     | 61 |
| 64 | Seizième de finale                | Aris Salonique     | 0-0   | 0-3   | 0-3    | Manchester City | 65 |
| 66 | Huitième de finale                | Dynamo Kiev        | 2-0   | 2-1   | 0-1    | Manchester City | 67 |

#### 2011-2012

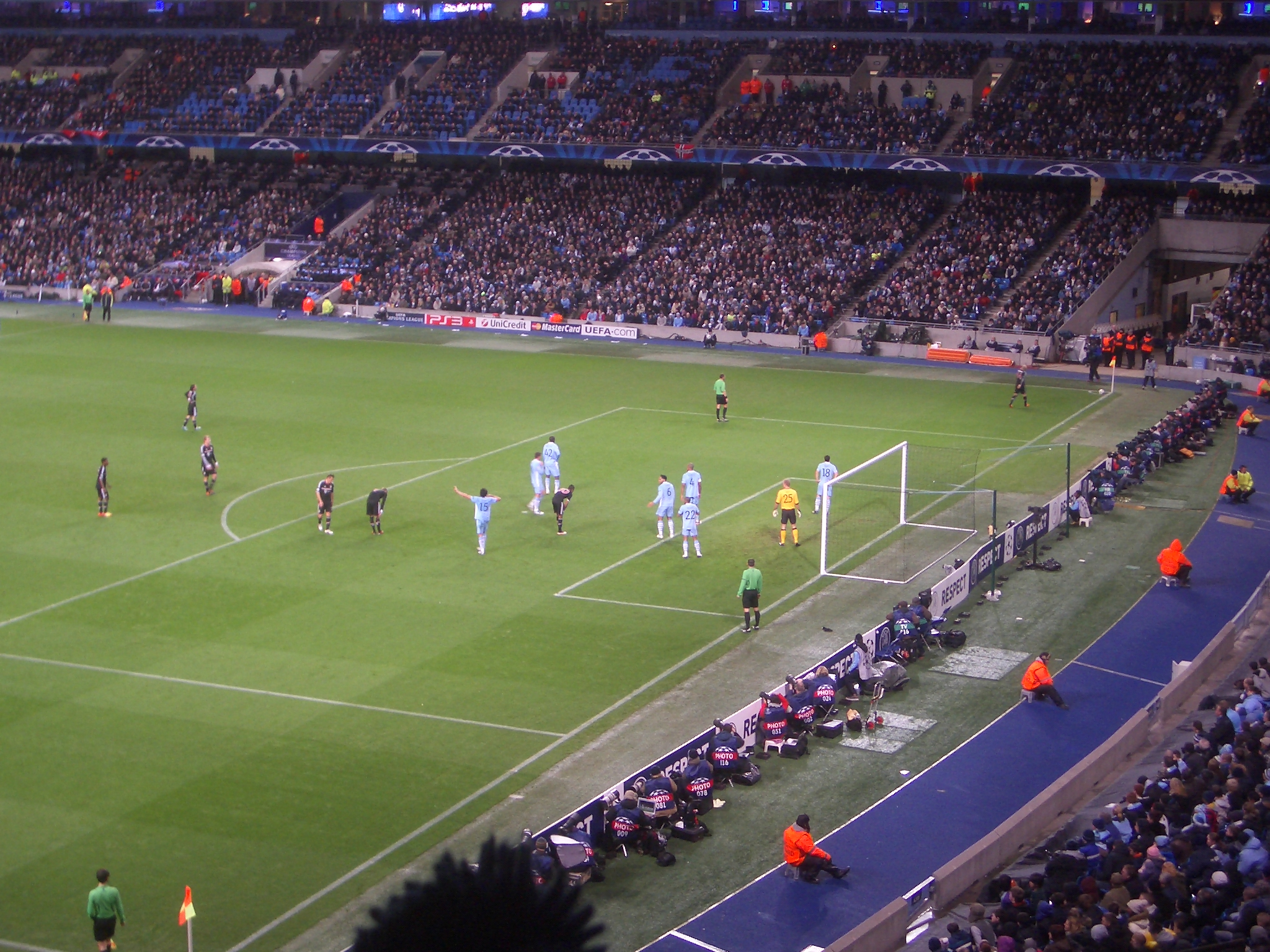
Manchester City face au Bayern Munich en 2011

Ligue des champions :
|    | Tour                              | Club            | Aller | Total | Retour | Club            |    |
| -- | --------------------------------- | --------------- | ----- | ----- | ------ | --------------- | -- |
| 68 | Phase de poules, groupe A : J1/J5 | Manchester City | 1-1   |       | 1-2    | SSC Naples      | 72 |
| 69 | Phase de poules, groupe A : J2/J6 | Bayern Munich   | 2-0   |       | 0-2    | Manchester City | 73 |
| 70 | Phase de poules, groupe A : J3/J4 | Manchester City | 2-1   |       | 3-0    | Villarreal      | 71 |

Ligue Europa :
|    | Tour               | Club              | Aller | Total | Retour | Club            |    |
| -- | ------------------ | ----------------- | ----- | ----- | ------ | --------------- | -- |
| 74 | Seizième de finale | FC Porto          | 1-2   | 1-6   | 0-4    | Manchester City | 75 |
| 76 | Huitième de finale | Sporting Portugal | 1-0   | 3E-3  | 2-3    | Manchester City | 77 |

#### 2012-2013

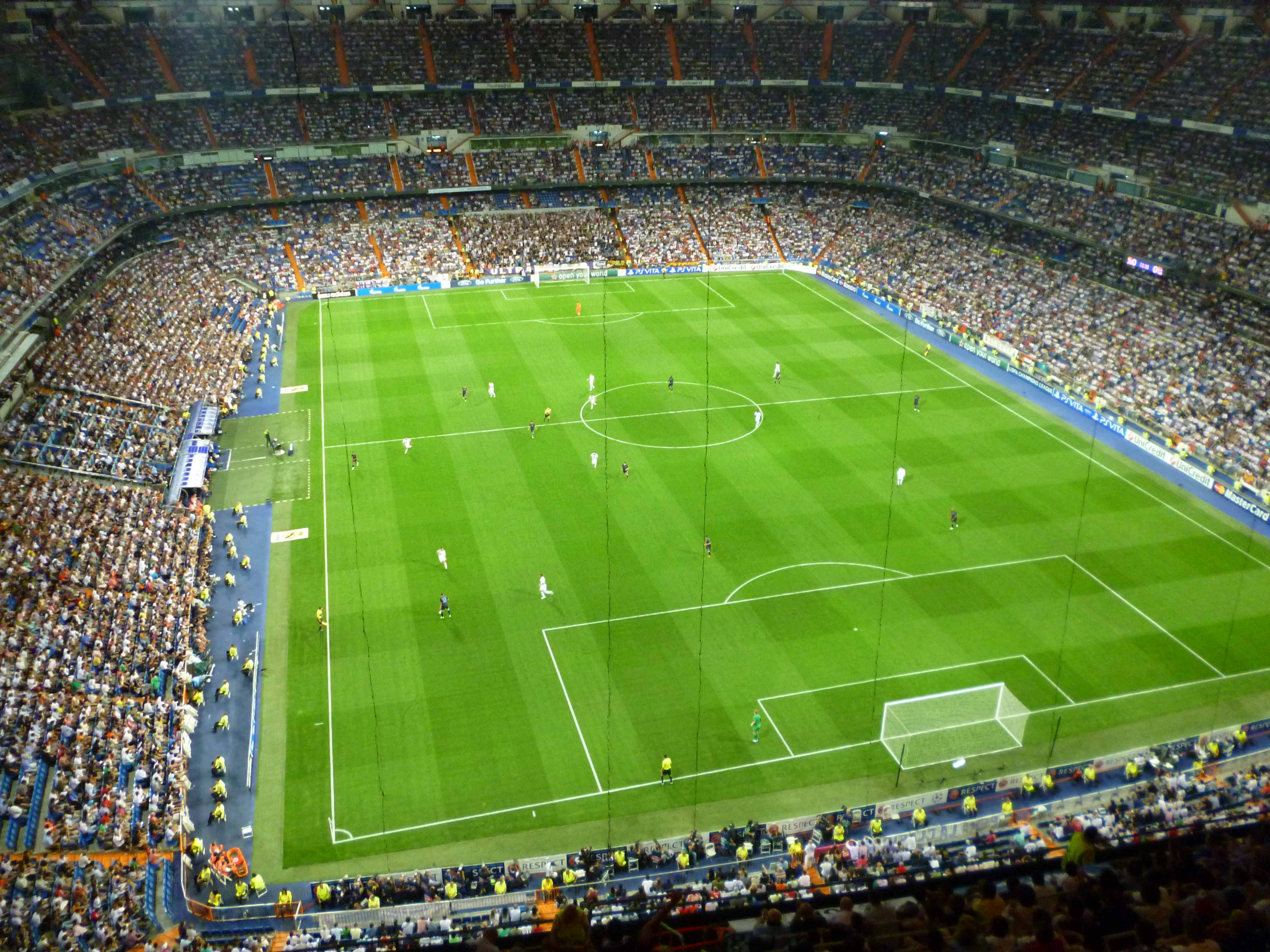
Manchester City face au Real Madrid à Santiago Bernabéu.

Ligue des champions :
|    | Tour                              | Club            | Aller | Total | Retour | Club              |    |
| -- | --------------------------------- | --------------- | ----- | ----- | ------ | ----------------- | -- |
| 78 | Phase de poules, groupe D : J1/J5 | Real Madrid     | 3-2   |       | 1-1    | Manchester City   | 82 |
| 79 | Phase de poules, groupe D : J2/J6 | Manchester City | 1-1   |       | 0-1    | Borussia Dortmund | 83 |
| 80 | Phase de poules, groupe D : J3/J4 | Ajax Amsterdam  | 3-1   |       | 2-2    | Manchester City   | 81 |

#### 2013-2014
Ligue des champions :
|    | Tour                              | Club            | Aller | Total | Retour | Club            |    |
| -- | --------------------------------- | --------------- | ----- | ----- | ------ | --------------- | -- |
| 84 | Phase de poules, groupe D : J1/J5 | Viktoria Plzeň  | 0-3   |       | 2-4    | Manchester City | 88 |
| 85 | Phase de poules, groupe D : J2/J6 | Manchester City | 1-3   |       | 3-2    | Bayern Munich   | 89 |
| 86 | Phase de poules, groupe D : J3/J4 | CSKA Moscou     | 1-2   |       | 2-5    | Manchester City | 87 |
| 90 | Huitième de finale                | Manchester City | 0-2   | 1-4   | 1-2    | FC Barcelone    | 91 |

#### 2014-2015
Ligue des champions :
|    | Tour                              | Club            | Aller | Total | Retour | Club            |    |
| -- | --------------------------------- | --------------- | ----- | ----- | ------ | --------------- | -- |
| 92 | Phase de poules, groupe E : J1/J5 | Bayern Munich   | 1-0   |       | 2-3    | Manchester City | 96 |
| 93 | Phase de poules, groupe E : J2/J6 | Manchester City | 1-1   |       | 2-0    | AS Rome         | 97 |
| 94 | Phase de poules, groupe E : J3/J4 | CSKA Moscou     | 2-2   |       | 2-1    | Manchester City | 95 |
| 98 | Huitième de finale                | Manchester City | 1-2   | 1-3   | 0-1    | FC Barcelone    | 99 |

#### 2015-2016
Ligue des champions :
|     | Tour                              | Club                     | Aller | Total | Retour | Club            |     |
| --- | --------------------------------- | ------------------------ | ----- | ----- | ------ | --------------- | --- |
| 100 | Phase de poules, groupe E : J1/J5 | Manchester City          | 1-2   |       | 0-1    | Juventus        | 104 |
| 101 | Phase de poules, groupe E : J2/J6 | Borussia Mönchengladbach | 1-2   |       | 2-4    | Manchester City | 105 |
| 102 | Phase de poules, groupe E : J3/J4 | Manchester City          | 2-1   |       | 3-1    | Séville FC      | 103 |
| 104 | Huitième de finale                | Dynamo Kiev              | 1-3   | 1-3   | 0-0    | Manchester City | 105 |
| 106 | Quart de finale                   | Paris Saint Germain      | 2-2   | 2-3   | 0-1    | Manchester City | 107 |
| 108 | Demi-finale                       | Manchester City          | 0-0   | 0-1   | 0-1    | Real Madrid     | 109 |

#### 2016-2017
Ligue des champions :
|     | Tour                              | Club            | Aller | Total | Retour | Club                     |     |
| --- | --------------------------------- | --------------- | ----- | ----- | ------ | ------------------------ | --- |
| 110 | Barrages                          | Steaua Bucarest | 0-5   | 0-6   | 0-1    | Manchester City          | 111 |
| 112 | Phase de poules, groupe E : J1/J5 | Manchester City | 4-0   |       | 1-1    | Borussia Mönchengladbach | 116 |
| 113 | Phase de poules, groupe E : J2/J6 | Celtic Glasgow  | 3-3   |       | 1-1    | Manchester City          | 117 |
| 114 | Phase de poules, groupe E : J3/J4 | FC Barcelone    | 4-0   |       | 1-3    | Manchester City          | 115 |
| 118 | Huitième de finale                | Manchester City | 5-3   | 6-6   | 1-3    | AS Monaco                | 119 |

#### 2017-2018
Ligue des champions :
|     | Tour                              | Club                | Aller | Total | Retour | Club             |     |
| --- | --------------------------------- | ------------------- | ----- | ----- | ------ | ---------------- | --- |
| 120 | Phase de poules, groupe E : J1/J5 | Feyenoord Rotterdam | 0-4   |       | 0-1    | Manchester City  | 124 |
| 121 | Phase de poules, groupe E : J2/J6 | Manchester City     | 2-0   |       | 1-2    | Chakhtar Donetsk | 125 |
| 122 | Phase de poules, groupe E : J3/J4 | Manchester City     | 2-1   |       | 4-2    | SSC Naples       | 123 |
| 126 | Huitième de finale                | FC Bâle             | 0-4   | 2-5   | 2-1    | Manchester City  | 127 |
| 128 | Quart de finale                   | Liverpool FC        | 3-0   | 5-1   | 2-1    | Manchester City  | 129 |

#### 2018-2019
Ligue des champions :
|     | Tour                              | Club              | Aller | Total | Retour | Club               |     |
| --- | --------------------------------- | ----------------- | ----- | ----- | ------ | ------------------ | --- |
| 130 | Phase de poules, groupe F : J1/J5 | Manchester City   | 1-2   |       | 2-2    | Olympique lyonnais | 134 |
| 131 | Phase de poules, groupe F : J2/J6 | TSG Hoffenheim    | 1-2   |       | 1-2    | Manchester City    | 135 |
| 132 | Phase de poules, groupe F : J3/J4 | Chakhtar Donetsk  | 0-3   |       | 0-6    | Manchester City    | 133 |
| 136 | Huitième de finale                | Schalke 04        | 2-3   | 2-10  | 0-7    | Manchester City    | 137 |
| 138 | Quart de finale                   | Tottenham Hotspur | 1-0   | E4-4  | 3-4    | Manchester City    | 139 |

#### 2019-2020
Ligue des champions :
|     | Tour                              | Club             | Aller | Total | Retour | Club               |     |
| --- | --------------------------------- | ---------------- | ----- | ----- | ------ | ------------------ | --- |
| 140 | Phase de poules, groupe C : J1/J5 | Chakhtar Donetsk | 0-3   |       | 1-1    | Manchester City    | 144 |
| 141 | Phase de poules, groupe C : J2/J6 | Manchester City  | 2-0   |       | 4-1    | Dinamo Zagreb      | 145 |
| 142 | Phase de poules, groupe C : J3/J4 | Manchester City  | 5-1   |       | 1-1    | Atalanta Bergame   | 143 |
| 146 | Huitième de finale                | Real Madrid      | 1-2   | 2-4   | 1-2    | Manchester City    | 147 |
| 148 | Quart de finale                   | Manchester City  |       | 1-3   |        | Olympique lyonnais |     |

### Années 2020

#### 2020-2021
Ligue des champions :
|     | Tour                              | Club                     | Aller | Total | Retour | Club              |     |
| --- | --------------------------------- | ------------------------ | ----- | ----- | ------ | ----------------- | --- |
| 149 | Phase de poules, groupe C : J1/J5 | Manchester City          | 3-1   |       | 0-0    | FC Porto          | 153 |
| 150 | Phase de poules, groupe C : J2/J6 | Olympique de Marseille   | 0-3   |       | 0-3    | Manchester City   | 154 |
| 151 | Phase de poules, groupe C : J3/J4 | Manchester City          | 3-0   |       | 1-0    | Olympiakos        | 152 |
| 155 | Huitième de finale                | Borussia Mönchengladbach | 0-2   | 0-4   | 0-2    | Manchester City   | 156 |
| 157 | Quart de finale                   | Manchester City          | 2-1   | 4-2   | 2-1    | Borussia Dortmund | 158 |
| 159 | Demi-finale                       | Paris Saint-Germain      | 1-2   | 1-4   | 0-2    | Manchester City   | 160 |
| 161 | Finale                            | Manchester City          |       | 0-1   |        | Chelsea FC        |     |

#### 2021-2022
Ligue des champions :
|     | Tour                              | Club                | Aller | Total | Retour | Club               |     |
| --- | --------------------------------- | ------------------- | ----- | ----- | ------ | ------------------ | --- |
| 162 | Phase de poules, groupe A : J1/J6 | Manchester City     | 6-3   |       | 1-2    | RB Leipzig         | 167 |
| 163 | Phase de poules, groupe A : J2/J5 | Paris Saint-Germain | 2-0   |       | 1-2    | Manchester City    | 166 |
| 164 | Phase de poules, groupe A : J3/J4 | Manchester City     | 5-1   |       | 4-1    | Club Bruges        | 165 |
| 168 | Huitième de finale                | Sporting Portugal   | 0-5   | 0-5   | 0-0    | Manchester City    | 169 |
| 170 | Quart de finale                   | Manchester City     | 1-0   | 1-0   | 0-0    | Atlético de Madrid | 171 |
| 172 | Demi-finale                       | Manchester City     | 4-3   | 5-6   | 1-3    | Real Madrid        | 173 |

#### 2022-2023
Ligue des champions :
|     | Tour                              | Club            | Aller | Total | Retour | Club              |     |
| --- | --------------------------------- | --------------- | ----- | ----- | ------ | ----------------- | --- |
| 174 | Phase de poules, groupe A : J1/J6 | Séville FC      | 0-4   |       | 1-3    | Manchester City   | 179 |
| 175 | Phase de poules, groupe A : J2/J5 | Manchester City | 2-1   |       | 0-0    | Borussia Dortmund | 178 |
| 176 | Phase de poules, groupe A : J3/J4 | Manchester City | 5-0   |       | 0-0    | FC Copenhague     | 177 |
| 180 | Huitièmes de finale               | RB Leipzig      | 1-1   | 1 - 8 | 0-7    | Manchester City   | 181 |
| 182 | Quarts de finale                  | Manchester City | 3-0   | 4 -1  | 1-1    | Bayern Munich     | 183 |
| 184 | Demi-finales                      | Real Madrid     | 1-1   | 1-5   | 0-4    | Manchester City   | 185 |
| 186 | Finale                            | Manchester City |       | 1-0   |        | Inter Milan       |     |

#### 2023-2024
Ligue des champions :
|     | Tour                              | Club            | Aller | Total | Retour | Club                     |     |
| --- | --------------------------------- | --------------- | ----- | ----- | ------ | ------------------------ | --- |
| 187 | Phase de poules, groupe G : J1/J6 | Manchester City | 3-1   |       | 3-2    | Étoile rouge de Belgrade | 192 |
| 188 | Phase de poules, groupe G : J2/J5 | RB Leipzig      | 1-3   |       | 2-3    | Manchester City          | 191 |
| 189 | Phase de poules, groupe G : J3/J4 | BSC Young Boys  | 1-3   |       | 0-3    | Manchester City          | 190 |
| 193 | Huitièmes de finale               | FC Copenhague   | 1-3   | 2-6   | 1-3    | Manchester City          | 194 |
| 195 | Quarts de finale                  | Real Madrid     | 3-3   | 4*-4  | 1*-1   | Manchester City          | 196 |

#### 2024-2025
Ligue des champions :
|     | Tour                | Club                |     | Total |     | Club                |     |
| --- | ------------------- | ------------------- | --- | ----- | --- | ------------------- | --- |
| 197 | Phase de ligue : J1 | Manchester City     |     | 0-0   |     | Inter Milan         |     |
| 198 | Phase de ligue : J2 | Slovan Bratislava   |     | 0-4   |     | Manchester City     |     |
| 199 | Phase de ligue : J3 | Manchester City     |     | 5-0   |     | Sparta Prague       |     |
| 200 | Phase de ligue : J4 | Sporting Portugal   |     | 4-1   |     | Manchester City     |     |
| 201 | Phase de ligue : J5 | Manchester City     |     | 3-3   |     | Feyenoord Rotterdam |     |
| 202 | Phase de ligue : J6 | Juventus FC         |     | 2-0   |     | Manchester City     |     |
| 203 | Phase de ligue : J7 | Paris Saint-Germain |     | 4-2   |     | Manchester City     |     |
| 204 | Phase de ligue : J8 | Manchester City     |     | 3-1   |     | Club Bruges         |     |
| 205 | Barrages            | Manchester City     | 2-3 | 3-6   | 1-3 | Real Madrid         | 206 |

## Bilan
Mis à jour le 16 décembre 2014
- 176 matches en Coupe d'Europe (C1, C2, C3).

| Coupe                         | Part. | Matchs Joués | Victoires | Nuls | Défaites | Buts marqués | Buts encaissés |
| Ligue des champions           | 12    | 106          | 58        | 19   | 29       | 210          | 124            |
| Ligue Europa                  | 2     | 16           | 10        | 3    | 3        | 27           | 12             |
| Supercoupe de l'UEFA          | -     | 0            | 0         | 0    | 0        | 0            | 0              |
| Coupe des vainqueurs de Coupe | 2     | 18           | 11        | 2    | 5        | 32           | 13             |
| Coupe UEFA                    | 6     | 36           | 18        | 10   | 8        | 57           | 39             |
| TOTAL                         | 22    | 176          | 97        | 34   | 45       | 326          | 188            |

### Adversaires européens
- Borussia Dortmund
- Hambourg SV
- TSG Hoffenheim
- RB Leipzig
- Borussia Mönchengladbach (2x)
- Bayern Munich (3x)
- Schalke 04 (2x)
- Chelsea FC (2x)
- Liverpool FC
- Tottenham Hotspur
- Red Bull Salzbourg
- Standard de Liège
- Club Bruges (2x)
- Lierse SK
- KSC Lokeren
- Omónia Nicosie
- Dinamo Zagreb
- AaB Aalborg
- FC Copenhague
- FC Midtjylland
- Celtic Glasgow
- Athletic Bilbao
- FC Barcelone (2x)
- Racing Santander
- Real Madrid (3x)
- Séville FC
- Valence CF
- Villarreal CF
- EB/Streymur
- Olympique lyonnais (2x)
- Olympique de Marseille
- AS Monaco
- Paris SG (5x)
- Aris Salonique
- Olympiakós
- Budapest Honvéd
- Linfield FC
- Atalanta Bergame
- Juventus (3x)
- AC Milan
- Inter Milan (2x)
- SSC Naples (2x)
- AS Rome
- Ajax Amsterdam
- Feyenoord Rotterdam (2x)
- FC Twente
- TNS Llansantffraid
- Dyskobolia
- Widzew Łódź
- Lech Poznań
- Górnik Zabrze (2x)
- Académica de Coimbra
- Benfica Lisbonne
- FC Porto (2x)
- Sporting Portugal (2x)
- Steaua Bucarest
- Timişoara
- CSKA Moscou (2x)
- Slovan Bratislava
- FC Bâle
- Viktoria Plzen
- Sparta Prague
- Fenerbahçe
- Chakhtar Donetsk (3x)
- Dynamo Kiev (2x)